# Helen Mirren
Dame Helen Lydia Mirren, eredeti nevén: Jelena Vasziljevna Mironova (Ilford, Anglia, 1945. július 26. –) Oscar-díjas és kétszeres Golden Globe-díjas orosz származású brit színpadi és filmszínésznő.

## Életrajz
Orosz származású, eredeti neve Jelena Vasziljevna Mironova. Férje Taylor Hackford filmrendező, akivel 1997-ben kötötte össze életét. 2007-ben Oscar-, Golden Globe- és BAFTA-díjat nyert A királynő című filmben nyújtott alakításáért, amelyben II. Erzsébet brit királynőt formálta meg. Ezen kívül is további félszáz elismerést vehetett át színészi alakításaiért.
A St. Bernard lányiskolában végezte általános iskolai tanulmányait, majd a londoni New College of Speech and Drama-ban folytatta. 18 éves korában elment a National Youth Theatre meghallgatására, és azonnal fel is vették. 20 éves korában már Kleopátraként debütált az Old Vic színház Antonius és Kleopátra című darabjában.
Nagy sikert aratott, és hamarosan a Royal Shakespeare Company tagja lett, ahol olyan darabokban szerepelt, mint az Ahogy tetszik, a Troilus és Cressida vagy a Miss Julie. 1998-ban a National Theatre-ben ismét eljátszotta Kleopátra szerepét, Antoniust Alan Rickman alakította. Ezt követte 2000-ben az Orpheusz alászáll, és benne Lady Torrance karaktere, majd 2003-ban a Mourning Becomes Electra.

### Televízió és mozi
Az 1970-es évektől kezdve olyan filmben szerepelt, mint a Szentivánéji álom, a Caligula, az Excalibur, a 2010: A kapcsolat éve, a Hosszú nagypéntek, a Moszkitó-part és a György király. Egyik legkülönösebb filmje a Peter Greenaway által rendezett A szakács, a tolvaj, a feleség és a szeretője, melyben a tolvaj feleségét alakította Michael Gambon oldalán. A Bosszúból jeles című népszerű thrillerben szadista tanárnőt játszott.
Sikeres karrierjének folytatásaként 2001-ben szerepet vállalt Alan Altman Gosford Park filmjében. Az alkotás a két világháború közti időszakban játszódik, egy vidéki angol kastélyban, ahol vadászatra gyülekeznek a nemes urak. Megismerjük az alagsorban szorgoskodó szolgák közt feszülő ellentéteket is, és természetesen a gyilkosság elkövetése sem várat sokáig magára. Mirren partnerei olyan színészek voltak, mint Maggie Smith, Michael Gambon, Kristin Scott Thomas és Clive Owen. Alakításáért elnyerte a legjobb női mellékszereplőnek járó Oscar-díjat. Főszerepet játszott a Felül semmi című vígjátékban, melyben egy angol vidéki nőegylet tagjai különös pénzgyűjtő akciót terveznek. Ezután következtek: Az emberrablás, az Árnyékboksz, a Galaxis útikalauz stopposoknak.
Karrierje során három brit uralkodót is megformált, mozifilmekben és televíziós produkciókban egyaránt: I. Erzsébetet az Elizabeth című minisorozatban, II. Erzsébetet az A királynő c. filmben, valamint Sarolta Zsófia mecklenburg-strelitzi hercegnőt a György királyban. Ő az egyetlen színésznő, aki mindkét Erzsébet királynőt megszemélyesíthette a vásznon. A királynőben nyújtott alakításáért számos elismerésben részesült: a legjobb színésznő kategóriában többek között BAFTA, Golden Globe és Oscar-díjjal jutalmazták. Ezt követően olyan filmekben tűnt fel, mint A nemzet aranya: Titkok könyve, a Tintaszív, A dolgok állása és az Aztán mindennek vége. Utóbbi alakításáért, melyben Tolsztoj feleségét, Szofját játszotta, a legjobb színésznő díjára jelölte az Akadémia.
Az adósságban visszavonult Moszad-ügynököt játszik. A szerep kedvéért héberül tanult, tanulmányozta a zsidó történelmet, a holokausztirodalmat, többek között Simon Wiesenthal életét. Kétszer is eljátszotta a Victoria nevű bérgyilkos szerepét a Red és Red 2 c. akcióvígjátékokban, amelyekben Bruce Willis, Morgan Freeman, John Malkovich és Sir Anthony Hopkins voltak a társai. 2012-ben ismét Anthony Hopkinsszal játszott a Hitchcock című filmben, amely a Psycho készítése körül bonyolódott. Hopkins a címszerepet játszotta, Helen pedig a rendező feleségét, Almát. Ebben az évben Szabó István Szabó Magda azonos című regényéből forgatta Az ajtó című filmjét, amelynek ő lett az egyik főszereplője.
2013-ban következett a Phil Spector, Al Pacino oldalán, ahol Linda Kenney Badent, a Spectort képviselő ügyvédőt alakította. 2014 augusztusában került bemutatásra Lasse Hallström legújabb rendezése, Az élet ízei. Helen a festői szépségű dél-francia kisvárosban élő, kissé vaskalapos étterem tulajdonosnőt, Madame Malloryt játssza. A városkába egyik nap megérkezik a Kaddam család, és megnyitják indiai éttermüket, amit Madame Mallory nem nézhet tétlenül, és megkezdődik a rivalizálás.

### Magánélete
A nyolcvanas évek elején Liam Neesonnal élt, akivel az Excalibur forgatásán szerettek egymásba. Kapcsolatuk megromlása után, 1986-ban kezdett randevúzni Taylor Hackford rendezővel, akivel végül 1997-ben házasodtak össze, éppen a férfi 53. születésnapján. Helen Mirrennek sosem született gyermeke, mint ahogy egyik interjújában bevallotta, azért, mert teljesen hiányzik belőle minden anyai ösztön. 2011-ben az Esquire magazinnak adott interjújában azt mondta, ateista. Gyermekként hitt a tündérekben, a manókban, de Istenben sosem. 2008-ban a GQ hasábjain sokkolta a rajongókat azzal, hogy bevallotta, diákként többször megerőszakolták, ő azonban sosem tett feljelentést. Továbbá azt is elmondta, hogy rengeteget kábítószerezett, főleg kokainozott. Az önkívületi állapotát használták ki a férfiak, és mint mondta, nem tudott védekezni, később pedig azért nem jelentette fel a tetteseket, mert félt, megkeresik és összeverik.

### Családja
Édesapja Vaszilij Petrovics "Basil" Miranoff, brácsás volt a Londoni Filharmonikus Zenekarnál, majd távozott onnan, és taxisofőr lett, később gépjárművezetői vizsgáztató. Végül a Közlekedési Minisztérium köztisztviselője lett. Édesanyja, Kathleen Rogers egy hentes lánya volt, aki húst szállított Viktória brit királynő konyhájára. Édesapja megváltoztatta családnevüket Mironovról (Mironoffról) Mirrenre.
Gyermeke nem született. „Nekem nincsenek anyai ösztöneim, ez az egész nem hoz lázba: egyszerűen más lett nekem megírva. Soha nem zártam ki a lehetőségét, hogy egyszer mégiscsak megtörténik, de nem úgy alakult.”

## Filmográfia

### Film
| Év   | Magyar cím                                    | Eredeti cím                                   | Szerep                           | Magyar hang        |
| ---- | --------------------------------------------- | --------------------------------------------- | -------------------------------- | ------------------ |
| 1966 |                                               | Press for Time                                | Penelope Squires (cameo)         |                    |
| 1967 |                                               | Herostratus                                   | reklámos nő                      |                    |
| 1968 | Szentivánéji álom                             | A Midsummer Night's Dream                     | Hermia                           | Piros Ildikó       |
| 1969 |                                               | Age of Consent                                | Cora Ryan                        |                    |
| 1970 |                                               | Red Hot Shot                                  | ismeretlen                       |                    |
| 1972 | Barbár messiás                                | Savage Messiah                                | Gosh Boyle                       |                    |
| 1972 | Miss Julie                                    | Miss Julie                                    | Miss Julie                       |                    |
| 1973 | A szerencse fia                               | O Lucky Man!                                  | Patricia Burgess                 |                    |
| 1976 | Hamlet                                        | Hamlet                                        | Ophelia / Gertrude               |                    |
| 1979 | Caligula                                      | Caligula                                      | Caesonia                         |                    |
| 1980 |                                               | Hussy                                         | Beaty                            |                    |
| 1980 | A jó öreg dr. Fu Manchu                       | The Fiendish Plot of Dr. Fu Manchu            | Alice Rage                       |                    |
| 1980 | Hosszú nagypéntek                             | The Long Good Friday                          | Victoria                         | Farkasinszky Edit  |
| 1981 | Excalibur                                     | Excalibur                                     | Morgana                          | Földessy Margit    |
| 1984 | Cal                                           | Cal                                           | Marcella                         | Földi Teri         |
| 1984 | 2010 – A kapcsolat éve                        | 2010                                          | Tanya Kirbuk                     | Jani Ildikó        |
| 1985 | Csodák nyomában                               | Heavenly Pursuits                             | Ruth Chancellor                  | Orosz Anna         |
| 1985 |                                               | Coming Through                                | Frieda von Richthofen Weekley    |                    |
| 1985 | Halálbalett                                   | White Nights                                  | Galina Ivanova                   | Menszátor Magdolna |
| 1986 | A Moszkitó-part                               | The Mosquito Coast                            | Fox anya                         | Tóth Enikő         |
| 1986 | A Moszkitó-part                               | The Mosquito Coast                            | Fox anya                         | Vándor Éva         |
| 1988 | Pascali szigete                               | Pascali's Island                              | Lydia Neuman                     | Menszátor Magdolna |
| 1988 | Pascali szigete                               | Pascali's Island                              | Lydia Neuman                     | Virághalmy Judit   |
| 1988 | Pascali szigete                               | Pascali's Island                              | Lydia Neuman                     | Orosz Helga        |
| 1989 |                                               | When the Whales Came                          | Clemmie Jenkins                  |                    |
| 1989 | A szakács, a tolvaj, a feleség és a szeretője | The Cook, the Thief, His Wife & Her Lover     | Georgina Spica                   | Andresz Kati       |
| 1990 |                                               | Bethune: The Making of a Hero                 | Frances Penny Bethune            |                    |
| 1990 |                                               | A Story is Not Final II: The Second Chapter   | Xanyides                         |                    |
| 1990 | Idegenek Velencében                           | The Comfort of Strangers                      | Caroline                         | Hámori Ildikó      |
| 1990 | Idegenek Velencében                           | The Comfort of Strangers                      | Caroline                         | Zborovszky Andrea  |
| 1991 | Ahol angyal se jár                            | Where Angels Fear to Tread                    | Lilia Herriton                   | Zsurzs Kati        |
| 1993 |                                               | The Hawk                                      | Annie Marsh                      |                    |
| 1993 | Jütland szigete                               | Prince of Jutland                             | Geruth                           | Bertalan Ágnes     |
| 1994 | György király őrült évei                      | The Madness of King George                    | Charlotte királynő               | Bókai Mária        |
| 1994 |                                               | Children of God                               | narrátor (hangja)                |                    |
| 1995 |                                               | The Snow Queen                                | Hókirálynő (hangja)              |                    |
| 1996 | Őt is anya szülte                             | Some Mother's Son                             | Kathleen Quigley                 | Menszátor Magdolna |
| 1996 | Őt is anya szülte                             | Some Mother's Son                             | Kathleen Quigley                 | Kiss Mari          |
| 1997 | Fájó gondviselés                              | Critical Care                                 | Stella                           |                    |
| 1998 |                                               | Sidoglio Smithee                              | önmaga                           |                    |
| 1998 | Egyiptom hercege                              | The Prince of Egypt                           | A királynő (hangja)              |                    |
| 1999 | Bosszúból jeles                               | Teaching Mrs. Tingle                          | Mrs. Eve Tingle                  | Borbás Gabi        |
| 2000 | Kertészek rabruhában                          | Greenfingers                                  | Georgina Woodhouse               |                    |
| 2001 | Az ígéret megszállottja                       | The Pledge                                    | doktor                           | Menszátor Magdolna |
| 2001 | Ilyen nincs                                   | No Such Thing                                 | A főnök                          | Vándor Éva         |
| 2001 |                                               | Happy Birthday                                | kitüntetett nő                   |                    |
| 2001 | Végakarat                                     | Last Orders                                   | Amy                              | Szabó Éva          |
| 2001 | Gosford Park                                  | Gosford Park                                  | Mrs. Wilson                      | Menszátor Magdolna |
| 2003 | Felül semmi                                   | Calendar Girls                                | Chris Harper                     | Szirtes Ági        |
| 2004 | Az emberrablás                                | The Clearing                                  | Eileen Hayes                     | Hámori Ildikó      |
| 2004 | Kisanyám – Avagy mostantól minden más         | Raising Helen                                 | Dominique                        | Bessenyei Emma     |
| 2005 | Galaxis útikalauz stopposoknak                | The Hitchhiker's Guide to the Galaxy          | Bölcs elme (hangja)              | Molnár Zsuzsa      |
| 2005 | Árnyékboksz                                   | Shadowboxer                                   | Rose                             | Pálos Zsuzsa       |
| 2006 | A királynő                                    | The Queen                                     | II. Erzsébet brit királynő       | Hámori Ildikó      |
| 2007 | A nemzet aranya: Titkok könyve                | National Treasure: Book of Secrets            | Emily Appleton                   | Földi Teri         |
| 2008 | Tintaszív                                     | Inkheart                                      | Elinor Loredan                   | Bánsági Ildikó     |
| 2009 | A dolgok állása                               | State of Play                                 | Cameron Lynne                    | Földi Teri         |
| 2009 | Az utolsó állomás                             | The Last Station                              | Sophia Tolstaya                  | Hámori Ildikó      |
| 2010 | Országúti bordély                             | Love Ranch                                    | Grace Bontempo                   | Menszátor Magdolna |
| 2010 |                                               | The Tempest                                   | Prospera                         |                    |
| 2010 | Brightoni szikla                              | Brighton Rock                                 | Ida                              | Szirtes Ági        |
| 2010 | RED                                           | Red                                           | Victoria Winslow                 | Bánsági Ildikó     |
| 2010 | Az Őrzők legendája                            | Legend of the Guardians: The Owls of Ga'Hoole | Nyra (hangja)                    | Bánsági Ildikó     |
| 2010 | Az adósság                                    | The Debt                                      | Rachel Singer                    | Kiss Mari          |
| 2011 | Arthur, a legjobb parti                       | Arthur                                        | Lillian Hobson                   | Borbás Gabi        |
| 2012 | Az ajtó                                       | The Door                                      | Emerenc                          | Bánsági Ildikó     |
| 2012 | Hitchcock                                     | Hitchcock                                     | Alma Reville                     | Bánsági Ildikó     |
| 2013 | Szörny Egyetem                                | Monsters University                           | Csúszómász dékánasszony (hangja) | Kubik Anna         |
| 2013 | RED 2.                                        | Red 2                                         | Victoria Winslow                 | Bánsági Ildikó     |
| 2014 | Az élet ízei                                  | The Hundred-Foot Journey                      | Madame Mallory                   | Bánsági Ildikó     |
| 2015 | Hölgy aranyban                                | Woman in Gold                                 | Maria Altmann                    | Hámori Ildikó      |
| 2015 |                                               | Unity                                         | narrátor (hangja)                |                    |
| 2015 | Az élet ára                                   | Eye in the Sky                                | Katherine Powell ezredes         | Bánsági Ildikó     |
| 2015 | Trumbo                                        | Trumbo                                        | Hedda Hopper                     | Kiss Mari          |
| 2016 | Váratlan szépség                              | Collateral Beauty                             | Brigitte                         | Bánsági Ildikó     |
| 2017 |                                               | Cries from Syria                              | narrátor (hangja)                |                    |
| 2017 | Halálos iramban 8.                            | The Fate of the Furious                       | Magdalene "Queenie" Shaw (cameo) | Bánsági Ildikó     |
| 2017 | Örömjárgány                                   | The Leisure Seeker                            | Ella Spencer                     | Menszátor Magdolna |
| 2018 | Szellemek háza                                | Winchester                                    | Sarah Winchester                 | Hámori Ildikó      |
| 2018 | A diótörő és a négy birodalom                 | The Nutcracker and the Four Realms            | Rőt anyó                         | Bánsági Ildikó     |
| 2019 | Berlin, szeretlek                             | Berlin, I Love You                            | Margaret                         | Hámori Ildikó      |
| 2019 | Anna                                          | Anna                                          | Olga                             | Bánsági Ildikó     |
| 2019 | Halálos iramban: Hobbs & Shaw                 | Hobbs & Shaw                                  | Magdalene "Queenie" Shaw         | Bánsági Ildikó     |
| 2019 | A hazugság művészete                          | The Good Liar                                 | Betty McLeish                    | Bánsági Ildikó     |
| 2020 | Ivan, az egyetlen                             | The One and Only Ivan                         | Snickers (hangja)                | Menszátor Magdolna |
| 2020 | A Herceg                                      | The Duke                                      | Dorothy Bunton                   |                    |
| 2021 | Halálos iramban 9.                            | F9                                            | Magdalene "Queenie" Shaw         | Bánsági Ildikó     |
| 2023 | Golda                                         | Golda                                         | Golda Meir                       | Bánsági Ildikó     |
| 2023 | Shazam! Az istenek haragja                    | Shazam! Fury of the Gods                      | Heszpera                         | Bánsági Ildikó     |
| 2023 | Halálos iramban 10.                           | Fast X                                        | Magdalene "Queenie" Shaw         | Bánsági Ildikó     |
| 2023 | Barbie                                        | Barbie                                        | Narrátor                         | Bánsági Ildikó     |
| 2024 |                                               | White Bird                                    | Grand-mére                       |                    |
| 2025 |                                               | The Thursday Murder Club                      | Elizabeth Best                   |                    |

### Televízió
| Év        | Magyar cím                              | Eredeti cím                                 | Szerep                              | ˇMegjegyzések                                         |
| --------- | --------------------------------------- | ------------------------------------------- | ----------------------------------- | ----------------------------------------------------- |
| 1974      | Thriller                                | Thriller                                    | Stella McKenzie / Angela Ludlow     | 1 epizód                                              |
| 1975      |                                         | Caesar and Claretta                         | Claretta Petacci                    | tévéfilm                                              |
| 1977      |                                         | The Country Wife                            | Margery Pinchwife                   | a hónap BBC darabja                                   |
| 1978      |                                         | As You Like It                              | Rosalind                            | BBC televíziós műsor                                  |
| 1979      |                                         | ITV Playhouse                               | Joanne                              | 1 epizód                                              |
| 1979      | S.O.S. Titanic                          | S.O.S. Titanic                              | Mary Sloan stewardess               | tévéfilm                                              |
| 1982      |                                         | Cymbeline                                   | Imogen                              | BBC televíziós műsor                                  |
| 1985      | Alkonyzóna                              | The Twilight Zone                           | Maddie Duncan                       | 1 epizód                                              |
| 1987      |                                         | Faerie Tale Theatre                         | Amelia hercegnő                     | 1 epizód                                              |
| 1987      |                                         | Cause Célèbre                               | Alma Rattenbury                     | tévéfilm                                              |
| 1988      |                                         | Coming Through                              | Frieda von Richtofen Weekley        | tévéfilm                                              |
| 1989      | Vörös király, fehér lovag               | Red King, White Knight                      | Anna                                | tévéfilm                                              |
| 1991–2006 | Első számú gyanúsított                  | Prime Suspect                               | Jane Tennison                       | 15 epizód                                             |
| 1993      |                                         | The Hidden Room                             |                                     | 1 epizód                                              |
| 1996      |                                         | Losing Chase                                | Chase Phillips                      | tévéfilm                                              |
| 1997      |                                         | Painted Lady                                | Maggie Sheridan                     | minisorozat                                           |
| 1998      |                                         | Tracey Takes On...                          | Horen professzor                    | 1 epizód                                              |
| 1999      | Egy filozófusnő szerelmei               | The Passion of Ayn Rand                     | Ayn Rand                            | tévéfilm                                              |
| 2002      | Házról házra                            | Door to Door                                | Mrs. Porter                         | tévéfilm                                              |
| 2002      |                                         | Georgetown                                  | Annabelle Garrison                  | tévéfilm                                              |
| 2003      | Tavasz Rómában                          | The Roman Spring of Mrs. Stone              | Karen Stone                         | tévéfilm                                              |
| 2005      | Harmadik műszak                         | Third Watch                                 | Annie Foster                        | 1 epizód                                              |
| 2005      | Elizabeth                               | Elizabeth I                                 | I. Erzsébet angol királynő          | minisorozat (2 epizód)                                |
| 2010–2011 | Saturday Night Live                     | Saturday Night Live                         | önmaga / házigazda                  | 2 epizód                                              |
| 2012      | Glee – Sztárok leszünk!                 | Glee                                        | Becky (cameo hangja)                | 2 epizód                                              |
| 2013      | Phil Spector                            | Phil Spector                                | Linda Kenney Baden                  | tévéfilm                                              |
| 2015–     |                                         | Documentary Now!                            | önmaga (házigazda)                  | 20 epizód                                             |
| 2017      |                                         | World War One Remembered: Passchendaele     | önmaga (házigazda)                  | minisorozat                                           |
| 2019      | Nagy Katalin                            | Catherine the Great                         | Nagy Katalin                        | - minisorozat (4 epizód) - vezető producer            |
| 2020      | Sarah Cooper: Minden rendben            | Sarah Cooper: Everything's Fine             | Billy Bush                          | különkiadás                                           |
| 2021      | Egyedül és együtt                       | Solos                                       | Peg                                 | 1 epizód                                              |
| 2021      | Harry Potter: Roxforti Házak bajnoksága | Harry Potter: Hogwarts Tournament of Houses | önmaga (házigazda)                  | különkiadás                                           |
| 2021      |                                         | When Nature Calls with Helen Mirren         | narrátor (hangja)                   | 7 epizód                                              |
| 2022      | Emberi erőforrások                      | Human Resources                             | Rita St. Swithens varázsló (hangja) | - 1 epizód - magyar hangja:[forrás?] - Bánsági Ildikó |
| 2022      | 1923                                    | 1923                                        | Cara Dutton                         | - minisorozat - magyar hangja: - Bánsági Ildikó       |
| 2025      | Gengsztervilág                          | MobLand                                     | Maeve Harrigan                      | - minisorozat - magyar hangja: - Bánsági Ildikó       |

## Fontosabb díjak és kitüntetések

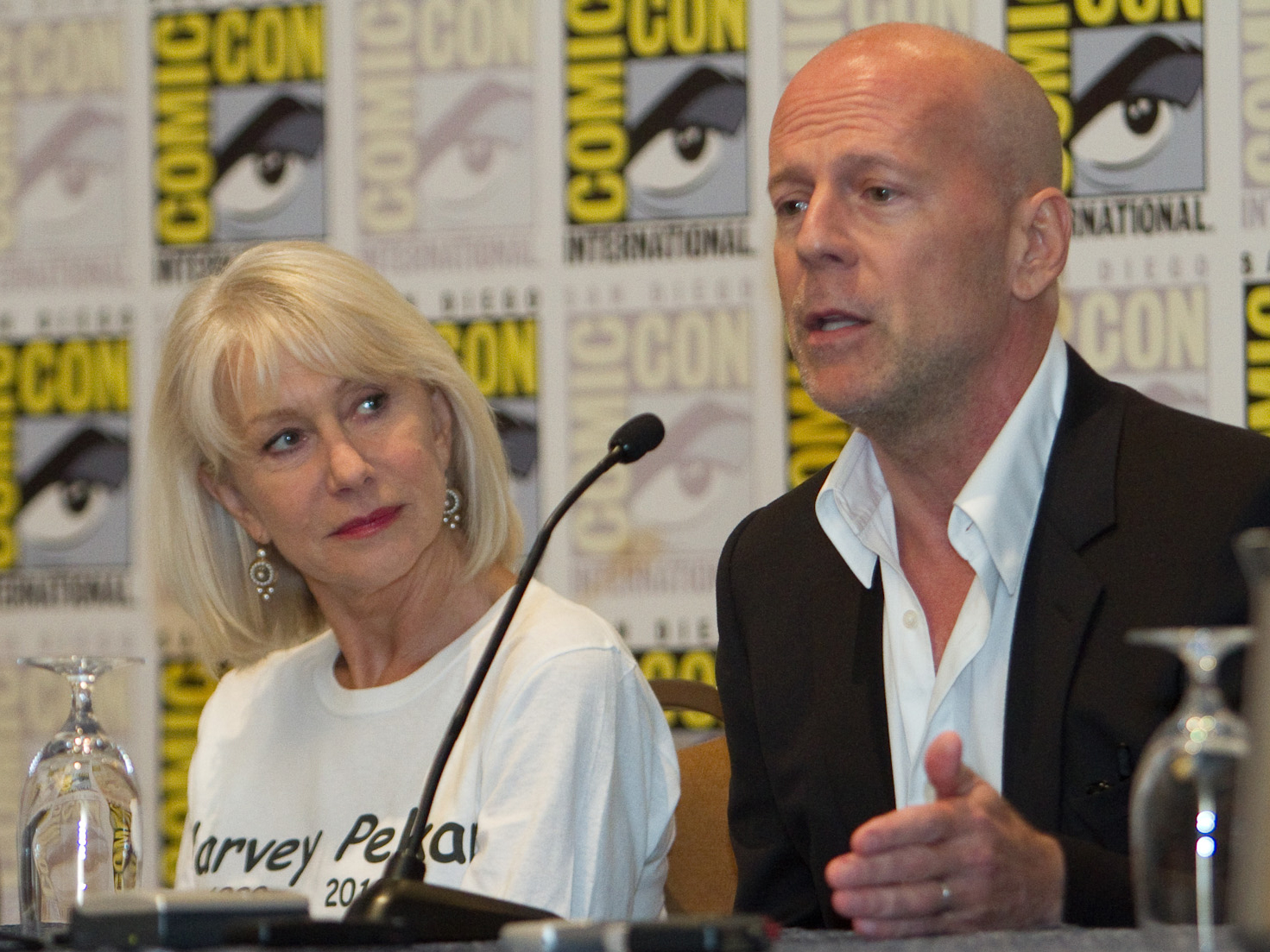
Helen Mirren és Bruce Willis (2010)

- 2003. december 5-én a Brit Birodalom Rendjének parancsnoki („Dame Commander”) fokozatával tüntették ki.
- A Brit Filmakadémia díja (BAFTA) 2007. Legjobb színésznő: A királynő
- A Brit Filmakadémia díja (BAFTA) 1994. Legjobb színésznő: Prime Suspect 3
- A Brit Filmakadémia díja (BAFTA) 1993. Legjobb színésznő: Prime Suspect 2
- A Brit Filmakadémia díja (BAFTA) 1992. Legjobb színésznő: Prime Suspect
- A Brit Filmakadémia Britannia díja (BAFTA/LA Britannia Award) 2006
- Golden Globe, 2007. Legjobb színésznő: A királynő
- Golden Globe, 2007. Legjobb színésznő: Elizabeth
- Oscar-díj 2007. Legjobb színésznő: A királynő
- Amerikai Film- és Televíziós Színészek Céhe 2007. Legjobb színésznő: Elizabeth
- Amerikai Film- és Televíziós Színészek Céhe 2002. Legjobb női mellékszereplő: Gosford Park
- Amerikai Film- és Televíziós Színészek Céhe 2002. Legjobb filmes csapat: Gosford Park